# Carlismo electoral (Segunda República)

Enseña carlista

En términos de éxito electoral el Carlismo de la Segunda República se situó en el grupo político de los partidos pequeños-medianos, distante de las grandes formaciones como el PSOE y la CEDA aunque dejando por detrás también a contrincantes en su mismo nivel como Izquierda Republicana. Durante el conjunto de las tres campañas electorales a las Cortes, los Carlistas obtuvieron menos de 50 escaños, por debajo del 3,00% de todos los escaños disponibles. Desorganizados durante las elecciones de 1931, los candidatos carlistas fueron la primera opción política elegida por unos 50.000 votantes; una consecuente reorganización en sucesivas campañas elevó el número a 420.000 (1933) y 365.000 (1936), respectivamente 4,90% y 3,80% de electores activos. Para mediados de los años 30, como una segunda opción electoral, los carlistas tenían candidatos aceptables para 1,8 millones de votantes (18,00%). El movimiento disfrutó del apoyo mayoritario en el sector del norte de España; el baluarte del partido era Navarra, la única región  donde el Carlismo permaneció como una fuerza dominante; fue un grupo minoritario todavía respetable en las Vascongadas, Castilla la Vieja y Aragón, con bastante presencia testimonial en otras regiones. La más conocido de las personalidades carlistas en las Cortes fue Tomás Domínguez de Arévalo, Conde de Rodezno, que mantuvo la representación durante tres legislaturas republicanas completas.

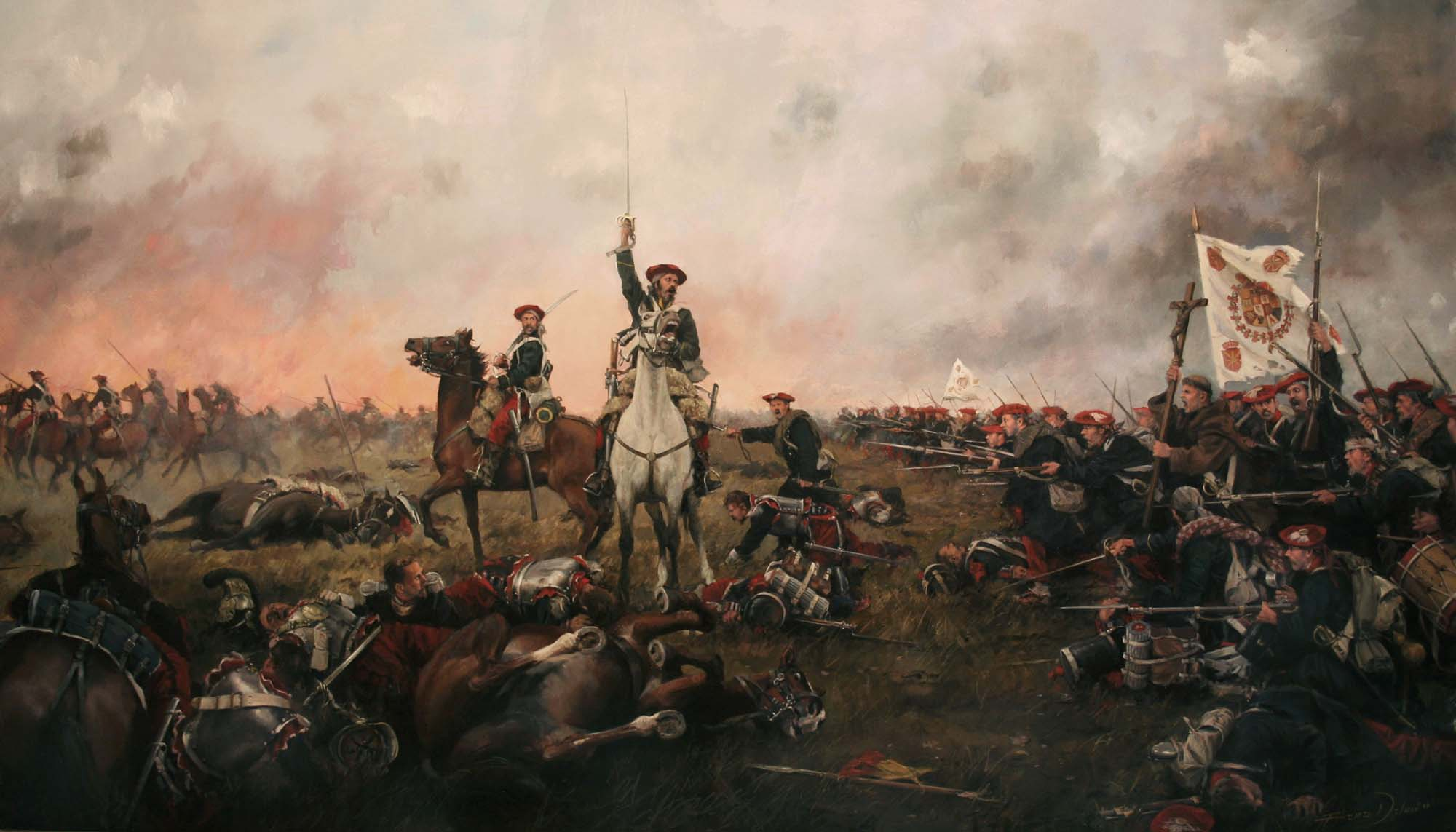
Exaltación de las guerras carlistas, pintado por Augusto Ferrer-Dalmau

## Contexto histórico
El carlismo ha sido conocido por librar guerras más que por esfuerzos electorales, y la principal herramienta carlista en la lucha por el poder político siempre ha sido un fusil, no una papeleta. Al competir por escaños parlamentarios, el partido calibró sus esfuerzos como medio de movilización política y la forma de mantener el impulso antes de que surgiera la próxima oportunidad de un derrocamiento violento. Así es como el contingente carlista en las Cortes operó durante el reinado de Isabel II de España y durante la época Restauración (España). Reducido por lo general a un pequeño grupo, esporádicamente crecía hasta convertirse en una fuerza parlamentaria considerable aunque todavía minoritaria. Fue más numerosa a principios de la década de 1870, cuando los 50 diputados carlistas constituyeron el 13% de toda la cámara. Durante la posterior época monárquica del alfonsismo apenas alcanzaron entre el 1-4% de todos los diputados. 
La estrategia y posición carlista en el ámbito parlamentario de la Segunda República española no fue muy diferente; los carlistas veían el sistema republicano como un régimen transitorio al que derrocar de una forma u otra. Participaron en las tres campañas electorales a las Cortes, pero sus esfuerzos fueron preparados más como un medio de movilización política que como vía hacia al poder.

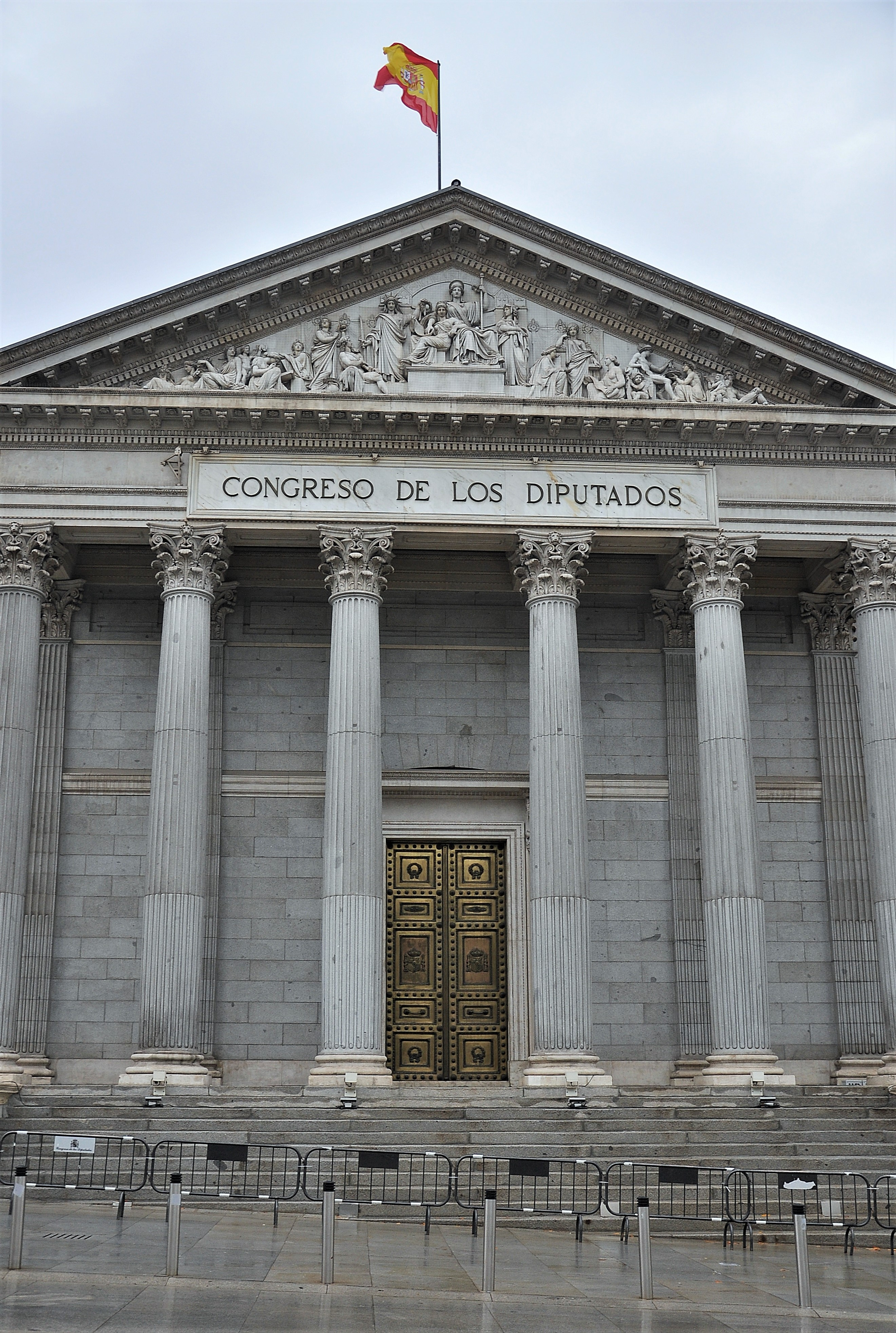
Exterior del edificio de las Cortes

En la España de los primeros días de la República, el carlismo se consideraba generalmente "ya muerto, aunque aún no enterrado". La frase expresaba la creencia popular de que a principios de la década de 1930 el movimiento no era más que una reliquia arcaica del pasado español. Nacido cien años antes como epígono del feudalismo, patéticamente obsoleto ya a fines del siglo XIX, supuestamente recibió un golpe mortal por la ruptura de mellismo en 1919. Si todavía se publicaban revistas carlistas y estaban algunos políticos activos, era —decía la teoría— sólo porque pocos antiguos partidarios de la causa se negaban a reconocer los nuevos tiempos. Con su extinción se esperaba que el carlismo quedara sepultado bajo el túmulo de cenizas de la historia; los malos resultados de las elecciones de 1931 parecían presagiar esta opinión.
Los años siguientes demostraron que, con más de dos millones de votos obtenidos por cada campaña electoral, el movimiento demostraba un resurgimiento. Los investigadores y estudiosos ofrecen diferentes explicaciones del fenómeno. Según una teoría, el sectario medio republicano llevó a muchos votantes a los extremos, y el carlismo como partido de extrema derecha se benefició del proceso. Según otra lectura, en tiempos conflictivos el carlismo siempre ha prosperado como fuerza amalgamadora; en la década de 1830 atrajo a los defensores absolutistas del Antiguo régimen, en la década de 1870 atrajo a neocatólicos, en la década de 1930 atrajo a todos los ansiosos por evitar la revolución obrera.
Sin embargo, el atractivo carlista tenía límites: como defensores de los valores católicos, fueron superados por los grandes partidos modernos de la democracia cristiana como la CEDA; como defensores del gobierno regio, lucharon contra el grupo monárquico dominante, los alfonsistas; como activistas por la descentralización y los establecimientos regionales separados, no fueron rival para los nacionalistas vasco y catalán. Una combinación de las características anteriores, más cuestiones relacionadas con la estrategia electoral, se consideran responsables del desempeño general carlista en las urnas.

## Rendimiento en las encuestas: el carlismo y su entorno
| Efectividad global del carlismo |               |              |
| Año                             | % de votantes | % de escaños |
| 1931                            | 1.2% (4.8%)   | 1.1%         |
| 1933                            | 4.9% (17.7%)  | 5.1%         |
| 1936                            | 3.8% (18.3%)  | 2.1%         |

Los trabajos académicos proporcionan varias cifras de candidaturas carlistas y diputados carlistas entre 1931 y 1936; dependiendo de una combinación de fuentes, las cifras agregadas pueden oscilar entre 32 y 50 diputados (2,3% a 3,5% de todos los escaños disponibles en el conjunto de las 3 legislaturas). En el caso de la campaña de 1931, sólo 3 actas de diputados están fuera de toda duda y las otras 8 son objeto de debate, lo que eleva la proporción de actas obtenidas a un rango entre 0,6% y 2,3%. En el caso de la votación de 1933, el número de diputados carlistas enumerados por varios autores oscila entre 19 y 24 (4,0% a 5,1%) y en el caso de las elecciones de 1936 la discrepancia es de 10 a 16 (2,1% a 3,5%). Independientemente de las diferencias, el desempeño carlista en las urnas quedó bastante por detrás del demostrado por los partidos más exitosos como la CEDA, PSOE y el Partido Republicano Radical (Radicales), que en las tres campañas combinadas lograron alrededor de 200 escaños cada uno; los carlistas también fueron superados por partidos medianos-grandes como Esquerra Republicana (Esquerra) o varias formaciones de republicanismo en España, que entre 1931 y 1936 ganaron entre 50 y 100 actas cada uno. Los carlistas se ubican en el grupo de contendientes mediano-pequeños que reclaman 25-50 escaños cada uno, como los agrarios, la Lliga, Renovación Española o el PNV. A su vez sus porcentajes se mantuvieron por encima de los resultados obtenidos por los partidos republicanos minoritarios, el PCE, otras organizaciones de trabajadores y diversas agrupaciones efímeras.
Las diferencias en el número de actas carlistas reportadas se deben principalmente a cuestiones de categorización, ya que un diputado en cuestión podría haber concurrido bajo una u otra rúbrica política. En general, la cuestión se trata de diferenciar entre el tradicionalismo y el carlismo. Algunos académicos discuten sobre candidatos relacionados con varias familias del tradicionalismo como los carlistas; otros estudiosos también las agrupan pero ignoran la denominación carlista y prefieren el título tradicionalista; otro grupo más de autores reserva el nombre tradicionalista solo para los jaimistas. En 1931, tres ramas tradicionalistas, el integristas, jaimistas y mellistas, estaban en fase de transición, juntos pero no formalmente reunificados. La organización carlista unida que coordinó los esfuerzos electorales de 1933 y 1936, la Comunión Tradicionalista (CT), adquirió cuerpo formalmente a principios de 1932. Sin embargo, también después de esa fecha sus números son objeto de debates. Algunos aspirantes se mantuvieron ambiguos en sus lealtades partidistas, mientras que en 1936 la Comisión de Actas Electorales canceló algunas actas carlistas; algunos académicos citan resultados originales y algunos optan por estos anunciados después de las elecciones parciales.

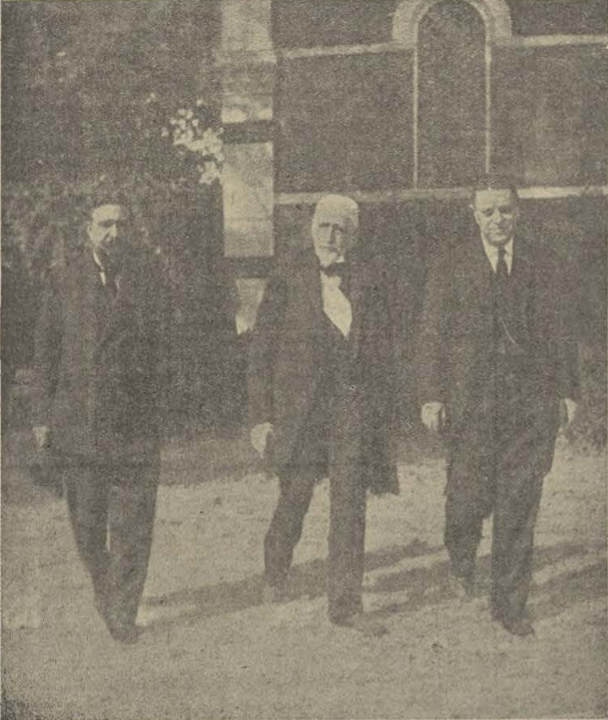
1931: Líderes carlistas

La categorización de los candidatos y diputados en base a su identidad política es un problema importante para los historiadores de la Segunda República. Javier Tusell, académico experto en historia electoral de la época, presentó una propuesta general; se basa en el análisis de las alianzas políticas demostradas posteriormente por los políticos en cuestión. De acuerdo con esta metodología, solo los candidatos que luego se unieron a la minoría carlista de las Cortes o participaron en la CT se calificarían como carlistas. Otros académicos ignoran la propuesta y aplican sus propios criterios. P. ej. al afirmar que desde 1931 la parlamentaria "minoria carlista" estaba dividida en 2 facciones formales, católico-fueristas y agrarios; algunos consideran anacrónico e inútil el enfoque de Tusell a la hora de medir el apoyo electoral a partidos específicos.

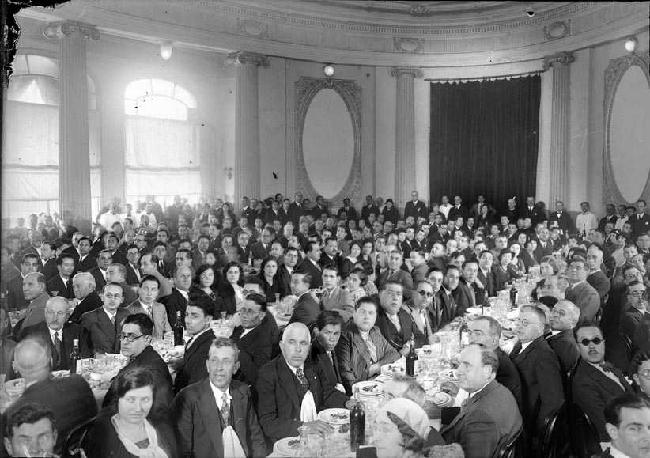
Mitin carlista, 1932

## Programa y alianzas
Dos temas que marcaron el tono general de todas las campañas electorales carlistas fueron la defensa del catolicismo, percibido como en peligro por la legislación republicana militantemente secularista, y la oposición a la revolución, supuestamente promovida por partidos de izquierda. En 1931, otro tema importante fue la promoción de los fueros, aunque la función fue dejada de lado y marginada más tarde. Como el régimen republicano demostró una extrema vigilancia hacia todas las referencias monárquicas, en la propaganda carlista aparecieron más bien veladas, aunque hubo excepciones. Los matices dinásticos también estaban algo silenciados; en caso de que se mencionara a Don Jaime o posteriormente Don Alfonso Carlos, aparecía como "nuestro augusto caudillo". Otros motivos, reiterados durante las reuniones electorales carlistas, fueron la exaltación de la Patria y el patriotismo, la protección de los valores tradicionales, especialmente la familia, y la defensa de ley y orden, incluida la propiedad privada. Remarcar que el abordaje de temas sociales era poco común, bien mantenido en el marco de la solidaridad cristiana o calibrado como apuntalamiento de intereses agrarios. El punto de referencia negativo del tradicionalismo carlista, el liberalismo, fue cediendo paso gradualmente al marxismo tanto en su versión socialista como en las encarnaciones comunistas; ocasionalmente, motivos antimasónicos y antijudíos surgieron en el discurso electoral tradicionalista.
Los objetivos generales y vagamente especificados de los candidatos carlistas en teoría parecían facilitar su acceso a muchas coaliciones de derecha; sin embargo, en la práctica, el partido tendió a la rigidez al discutir las posibles alianzas con agrupaciones políticas potencialmente afines. El campeón de los derechos católicos, CEDA, fue abordado por los carlistas con recelo debido a su formato de religiosidad cristianodemócrata y la perspectiva política accidentalista. Otra agrupación monárquica, Renovación Española, generó aún más desconfianza por su fuerte inclinación alfonsista. Las formaciones políticas partidarias de la normativa autonómica, el PNV vasco o la Lliga catalana, provocaron escepticismo sobre el apoyo percibido a los nacionalismos separatistas y la dudosa lealtad española. Quizás el partido que se convirtió en el socio más aceptable para la alianza carlista fue el Partido Agrario, una agrupación conservadora de terratenientes y pequeños y medianos agricultores. Los candidatos de ambas organizaciones aparecieron con especial frecuencia en las listas electorales comunes, algunos se hicieron pasar por representantes de ambos partidos y algunos agrarios fueron de hecho respaldados oficialmente por los carlistas.

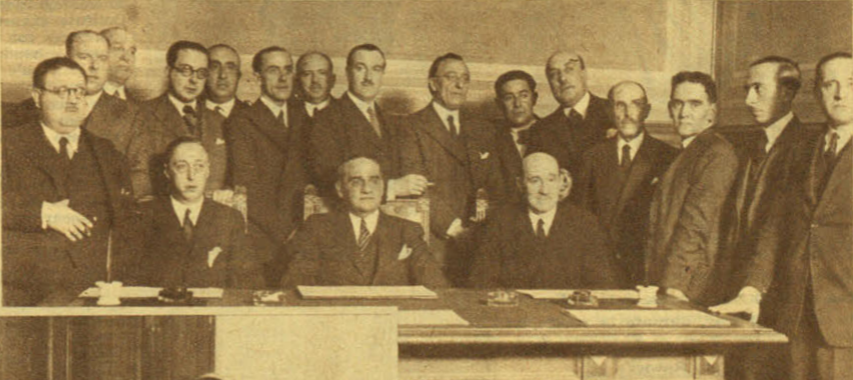
1933: sesión de TYRE (Tradicionalistas y Renovación Española), una oficina monárquica de coordinación electoral

El partido permaneció dividido sobre su política de alianzas, más inclinado hacia acuerdos de coalición durante el liderazgo del conde de Rodezno (mediados de 1932 a mediados de 1934). El resultado fue que los carlistas nunca firmaron un pacto a nivel nacional por completo con ningún otro partido. Dos veces concluyeron acuerdos electorales acercándose a tal alianza. Antes de la campaña de 1931, los carlistas formaron una lista conjunta "católico-fuerista" con el PNV, aunque se limitaba a Vascongadas y Navarra solamente. Antes de la campaña de 1933 se unieron a Renovación Española en TYRE, una plataforma de coordinación electoral; apoyado a medias, la iniciativa apenas se revivió en 1936. El resultado fue que en 1933 y 1936 todos los casos de carlistas que se unieron a listas multipartidistas se acordaron a nivel provincial; excepto en Navarra, los carlistas siempre fueron un socio minoritario. Si las conversaciones fallaban, el candidato carlista se postulaba solo, aunque generalmente sin éxito. El rechazo por la negociación entre partidos se demostró particularmente en 1936 y se tradujo en los resultados electorales. En 1933 y 1936, todos los candidatos del partido reunieron unos 2,1 millones de votos en cada campaña; en 1933 los apoyos a los candidatos obtuvieron 24 actas electorales, mientras que en 1936 el resultado fue solo de 10 escaños.

## Electorado

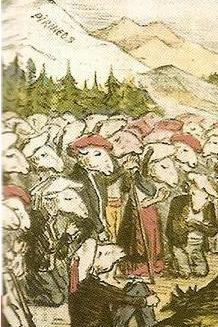
Carlist Electorado (historieta Liberal más vieja)

El sistema electoral republicano alentó fuertemente las coaliciones y los votantes tendían a votar en bloque a todos los candidatos de una lista electoral específica; el resultado es que, según historiadores expertos, es imposible definir exactamente el tamaño del electorado de un partido en particular. La estimación más simple del apoyo electoral carlista general se basa en la suma de todos los votos obtenidos por los candidatos identificados como carlistas; en 1931 este total fue de 0,27 millones de votos (0,45 millones en caso de que también se cuenten los candidatos en disputa), en 1933 se acercó a los 2,11 millones y en 1936 se situó en 2,21 millones de votos. Aparte del hecho de que, debido a la diferente legislación, las cifras de 1931 y de 1933/36 no son comparables y que se necesita algo de desdoblamiento, las estadísticas de ninguna manera indican cuántos votantes prefirieron el carlismo como su opción política de primera elección. Dado que cada votante tenía derecho a elegir un número de candidatos, las cifras podrían, en el mejor de los casos, demostrar que, a mediados de la década de 1930, estaban preparados unos 1,8 millones de españoles mayores de 23 años (13% del electorado y 18% de los votantes activos) a apoyar a un candidato carlista, ya sea como primera opción o como socio aceptable de alianza.
Aunque dividir a todo el electorado español por lealtades estrictas a los partidos parece imposible basándose únicamente en los resultados electorales, los historiadores idearon soluciones alternativas para llegar, al menos, a algunas estimaciones. Un método se basa en calcular la "proporción de decisiones" (PdD), otro se centra en el cálculo de la llamada "media de votos" (MdV); en la mayoría de las circunstancias, los métodos PdD y MdV arrojan resultados bastante similares. Dado que un componente del método PdD está disponible solo para 1931, se sigue el método MdV para calcular las cifras de las campañas de 1933 y 1936. El número de votantes que prefirieron el carlismo como su primera opción política se estima en 51.000 personas en 1931 (99.000 en caso de que también se contabilicen candidatos dudosos), 422.000 personas en 1933 y 366.000 personas en 1936. En términos relativos, estas cifras ascendieron al 1,2% de todos los votantes activos en 1931 (0,8% de todos los que tienen derecho a voto), 4,9% en 1933 (3,3%) y 3,8% en 1936 (2,7%). Como probablemente hubo algunos votantes carlistas en distritos sin ningún candidato carlista postulado, las cifras anteriores deben entenderse como las estimaciones más bajas aceptables, aunque, por contra, no parece probable una revisión sustancial al alza.

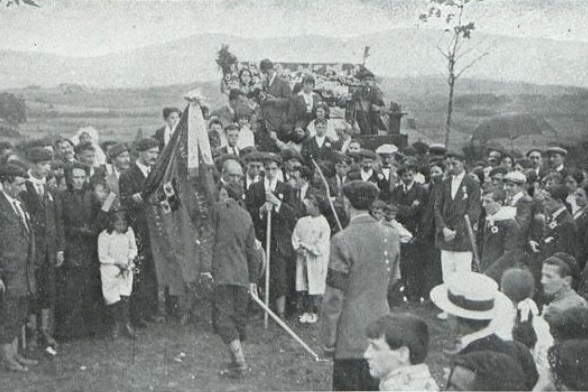
Fiesta rural carlista

Ninguno de los trabajos consultados intenta definir un perfil social del electorado carlista, ya sea en términos de sexo, edad, educación, ocupación, residencia o cualquier otra característica Los estudios electorales dedicados a áreas específicas ofrecen cierta aproximación, no necesariamente representativos de toda España y por obras que proporcionan un análisis social del carlismo en el estallido de la  Guerra Civil. Ambos tipos de análisis sugieren que el carlismo fue generalmente un heterogéneo, movimiento entre clases, pero popular particularmente en el medio rural de pequeñas ciudades y aldeas más que en los principales centros urbanos; los carlistas sólo obtuvieron 3 actas en una circunscripción estrictamente urbana de una gran ciudad. Sin embargo, muchos estudiosos también señalan que la implantación del carlismo no fue igual en todas las áreas rurales; fueron los pequeños y medianos propietarios agrícolas, más que el proletariado rural sin tierra, los que se sintieron particularmente atraídos por este movimiento.

## Geografía

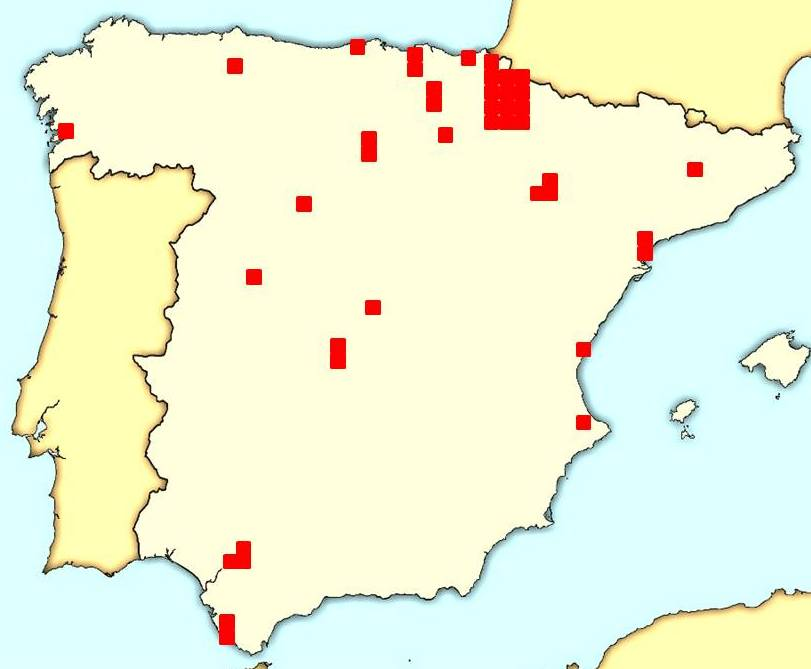
Geografía de diputados carlistas

El carlismo no era una agrupación genuinamente nacional; su llamado Mass Party Index, un parámetro ideado para medir la capacidad de competir en todos los distritos electorales, osciló entre un escaso 20% (1931), un 48% (1933) y un 43% (1936). Medido en términos del número de actas electorales obtenidas, el apoyo geográfico al carlismo durante el período republicano siguió siendo desigual; unas dos terceras partes de los escaños se obtuvieron en la mitad norte del país. Sin embargo, el resultado fue mucho más equilibrado que en el período de la Restauración, cuando no se ganó ningún escaño al sur de Sierra de Guadarrama; en la década de 1930 el partido registró un modesto resurgimiento en Castilla la Nueva. Durante el régimen democrático liberal de 1876-1923, las tres fortalezas carlistas, Cataluña, Navarra y Vascongadas, proporcionaron el 81% de todos los escaños ganados; en 1931-1936 las tres regiones eran responsables de sólo el 46% de los escaños carlistas. Navarra siguió siendo claramente el núcleo carlista y aseguró el 26% de todos los escaños obtenidos; sin embargo, el partido redujo su dependencia de la provincia por debajo del 35% logrado durante la era de la Restauración. El centro de gravedad carlista se alejó particularmente de Vascongadas y Cataluña; el primero aseguraba sólo el 13% de los escaños frente al 30% durante la monarquía alfonsina; para Cataluña la cifra fue del 8% frente al 16%.
| Mayoría carlista por regiones (% de escaños obtenidos) |                   |       |       |       |       |
| Núm                                                    | Distrito          | 1931  | 1933  | 1936  | Total |
| 1                                                      | Navarra           | 28.6% | 57.1% | 57.1% | 47.6% |
| 2                                                      | Vascongadas       | 11.8% | 11.8% | 5.9%  | 9.8%  |
| 3                                                      | Aragón            | 0.0%  | 9.5%  | 4.8%  | 4.8%  |
| 4                                                      | Castilla la Vieja | 0.0%  | 9.8%  | 2.4%  | 4.1%  |
| 5                                                      | Asturias          | 0.0%  | 6.3%  | 0.0%  | 2.1%  |
| 6                                                      | Cataluña          | 0.0%  | 3.8%  | 1.9%  | 1.9%  |
| 7                                                      | Andalucía         | 0.0%  | 4.5%  | 1.1%  | 1.9%  |
| 8                                                      | Valencia          | 0.0%  | 5.4%  | 0.0%  | 1.8%  |
| 9                                                      | Castilla la Nueva | 1.6%  | 1.6%  | 1.6%  | 1.6%  |
| 10                                                     | León              | 0.0%  | 4.5%  | 0.0%  | 1.5%  |
| 11                                                     | Galicia           | 0.0%  | 2.1%  | 0.0%  | 0.7%  |
| 12                                                     | Baleares          | 0.0%  | 0.0%  | 0.0%  | 0.0%  |
| 12                                                     | Canarias          | 0.0%  | 0.0%  | 0.0%  | 0.0%  |
| 12                                                     | Extremadura       | 0.0%  | 0.0%  | 0.0%  | 0.0%  |
| 12                                                     | Murcia            | 0.0%  | 0.0%  | 0.0%  | 0.0%  |
|                                                        | ESPAÑA            | 1.1%  | 5.1%  | 2.1%  | 2.8%  |

En términos de apoyo medido como el número de escaños ganados en comparación con el número de escaños disponibles, la región que siguió siendo un bastión carlista fue Navarra, donde el partido se apoderó del 48% de todos los escaños disputados en 1931-1936. En tres regiones, el carlismo electoral sigue siendo una fuerza secundaria aún a tener en cuenta: Vascongadas (10% de todos los escaños disponibles), Castilla la Vieja (5%) y Aragón (5%). En 6 regiones la presencia electoral del partido fue meramente testimonial, la ratio de actas obtenidas oscilaba entre el 1,5% y el 2%: Andalucía, Asturias, Cataluña, León, Castilla la Nueva y Valencia. En comparación con el período alfonsino la tasa de éxito carlista se deterioró visiblemente, aunque no dramáticamente, en la mayor parte del país, perjudicial especialmente en los antiguos baluartes de Vascongadas y Cataluña. Sin embargo, hubo excepciones: en Navarra, la participación carlista de escaños ganada pasó del 36% en el período de la Restauración, con un crecimiento relativo también en Castilla la Vieja y regiones donde el partido no consiguió un escaño único antes de 1923. Aplicación del método MdV para calcular el Carlista El porcentaje de votos (no de escaños) en todas las regiones sugiere que osciló entre un 40% en Navarra y un 15-17% en las Vascongadas, 3-7% en Castilla la Vieja, 2-6% en Valencia, 4-5% en Aragón y Cataluña y 2-4% en Andalucía, León y Nueva Castilla.
Debido a que los distritos electorales más pequeños del período de la Restauración fueron reemplazados por distritos de la República con múltiples candidaturas, no es posible realizar una comparación geográfica detallada. A nivel  provincial —el más bajo disponible— las entidades que registraron el mayor índice de éxito carlista fueron Navarra (48%), Álava (33%), Tarragona (10%) y Zaragoza (9%); el cambio más llamativo se registró en Guipúzcoa, donde antes de 1923 los carlistas acapararon el 33% de todas las plazas disponibles en 1931-1936 esta proporción se redujo al 6%. También otras provincias con un apoyo carlista tradicionalmente notable, especialmente en el litoral mediterráneo, se volvieron cada vez más tibias en sus preferencias carlistas: estos fueron los casos catalanes de Gerona y Barcelona.

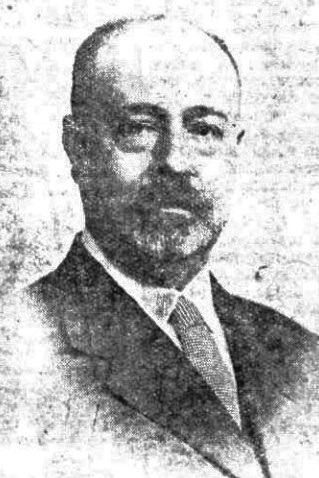
El tres veces derrotado Luis Hernando de Larramendi

## Personalidades
Había 65 personas que representaban al carlismo compitiendo por los puestos a las Cortes Republicanas; de estos, 30 tuvieron éxito. Una persona, Tómas Domínguez de Arévalo, conde de Rodezno, ganó el mandato en las 3 campañas, mientras que 5 políticos carlistas se sentaron en la cámara durante 2 mandatos: Luis Arellano Dihinx, Joaquín Bau Nolla, Jesús Comín Sagüés, Ginés Martínez Rubio y José Luis Oriol Urigüen. Sin embargo, ninguno de los parlamentarios carlistas ganó una estima comparable a la de los magnates parlamentarios de derecha como José Calvo Sotelo o José María Gil-Robles. Aunque hubo políticos carlistas reconocidos por su formato intelectual, algunos —como Víctor Pradera— no aspiraban al mandato de Cortes, y algunos —como Luis Hernando de Larramendi— fallaron en sus intentos. La figura de Larramendi destaca por otro motivo: fue el único candidato carlista que se presentó en 1931, 1933 y 1936 y que perdió en las 3 campañas.

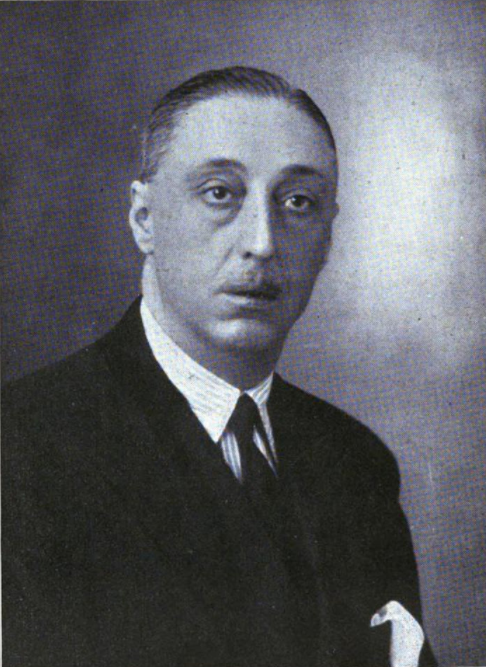
El tres veces elegido Conde de Rodezno

El perfil detallado de todos los candidatos carlistas no es posible debido a la escasez de datos, tal vez excepto señalar que eran 64 hombres y 1 mujer (María Rosa Urraca Pastor). El contingente de diputados estaba compuesto mayoritariamente por abogados, terratenientes y empresarios: 13 tenían unos 30 años de edad; 12, los 40 años; 10, los 50 años y pocas personas figuraban por debajo de 30 o por encima de 60. Entre los diputados carlistas 5 ganaron legislatura parlamentaria en las Cortes de Restauración; el más experimentado de ellos, Esteban Bilbao, sirvió tres legislaturas antes de 1923. Su historial palidece en comparación con el de Manuel Senante, quien sirvió 8 legislaturas como diputado integrista durante el período de la Restauración; sin embargo, Senante falló en sus dos apuestas parlamentarias republicanas. El diputado que finalmente alcanzó los máximos honores fue Bilbao, en la España franquista fue ministro de Justicia y antiguo presidente de las Cortes; por otro lado, 6 parlamentarios carlistas fueron posteriormente asesinados por sus oponentes políticos.
Puede parecer paradójico que de los 10 candidatos que obtuvieron el mayor número de votos, 7 fracasaron; el fenómeno resultó de su posición en grandes distritos urbanos, generalmente en el mejor de los casos tibios hacia el carlismo, y su víctima clave fue Román Oyarzun Oyarzun; en Madrid en 1936 contó con el apoyo de 186.000 votantes. En cuanto al mayor porcentaje de votos reunidos, el candidato carlista con mejor desempeño fue Miguel de Miranda y Mateo, quien, en Logroño, en 1933, contó con el 87% de votantes activos. El peor resultado registrado fue el de Francisco Martínez García, que, en Murcia, en 1936, solo obtuvo 1.469 votos. Igualmente desastroso parece ser el resultado de José Roca y Ponsa, en Canarias, en 1931. Sin embargo, sus 735 votos se obtuvieron bajo la legislación que solo permitía el sufragio masculino. 
El cargo de líder político carlista, jefe delegado, lo ocupaban 3 personas: en 1931 marqués de Villores competía solo en Valencia y perdió miserablemente; en 1933 el conde de Rodezno ganó cómodamente en Navarra, y en 1936  Fal Conde, quien intentó sin éxito su suerte como integrista en 1931, se abstuvo de presentar su candidatura. Durante el período 1931-1933 no hubo una minoría carlista formal, sin embargo, el bloque católico-militar del que formaban parte estaba encabezado por Joaquín Beunza; durante la legislatura de 1933-1935 y la legislatura que comenzó en 1936 fue el Conde de Rodezno quien encabezó formalmente el grupo parlamentario carlista en las Cortes.